# Ровелли, Карло
Ка́рло Рове́лли (итал. Carlo Rovelli; 3 мая 1956, Верона, Венеция (область), Италия) — итальянский и американский учёный-физик, физик-теоретик, специалист в области квантовой гравитации и, в особенности, по теории петлевой квантовой гравитации, основоположником которой является, также занимался историей и философией науки. Работал в Италии и США, с 2000 года — во Франции, профессор Университета Экс-Марсель. 
Его научно-популярная книга «Семь этюдов по физике» (2014) переведена на 52 языка и разошлась более чем миллионным тиражом по всему миру. Занимается также проблемой времени в физике, разрабатывая модель без времени (при помощи предложенной им с Аленом Конном гипотезы термического времени; этой тематике, в частности, посвящена его книга «Порядок времени». Лауреат Lewis Thomas Prize (2024).

## Биография
Окончил по физике и с отличием Болонский университет, где учился в 1975—1981 годах. Участвовал в леворадикальном студенческом движении. 
В 1983—1986 годах занимался в Падуанском университете и получил там докторскую степень Dottorato di ricerca по физике. 
В 1990—2001 годах в Питтсбургском университете: ассистент-профессор, с 1994 года ассоциированный профессор, с 1999 года полный профессор. 
В настоящее время работает в Aix-Marseille University и руководит группой Центра теоретической физики.
В своё время он решил заниматься квантовой гравитацией после того, как ему в руки попала работа Christopher Isham по ней. 
Является атеистом. Выступает в СМИ, сотрудничает с итальянскими газетами Corriere della Sera, Il Sole 24 ore, La Repubblica. 
Член International Academy of Philosophy of Science и Institut universitaire de France.
Действительный член Международного общества общей теории относительности и гравитации (2010).
Член редколлегии Journal of Mathematical Physics (с 1995).
Автор двух монографий и ряда научно-популярных книг.

## Награды и отличия
- Chancellor Distinguished Research Award Питтсбургского университета (1993)
- Basilis Xanthopoulos International Award (1995)
- Premio letterario Merck Serono[итал.] (2014)
- Premio letterario Galileo per la divulgazione scientifica[итал.] (2015)
- Вошёл в Список Топ-100 мировых мыслителей по версии журнала Foreign Policy (2019)
- Lewis Thomas Prize[англ.] (2024)

Почётный профессор Пекинского педагогического университета.

## Публикации
Книги
- Rovelli C. Quantum Gravity. — Cambridge University Press, 2004.
- Rovelli C. Che cos'è il tempo, che cos'é lo spazio?. — Di Renzo Editore, 2006. Русский перевод с расширенного французского издания: Ровелли К. Краткая теория времени. — М.: АСТ, 2021.
- Rovelli C. Che cos'è la Scienza. La rivoluzione di Anassimandro. — Mondadori, 2011. Русский перевод: Ровелли К. Анаксимандр и рождение науки. — М.: АСТ, 2024.
- Rovelli C., Vidotto F. Covariant Loop Quantum Gravity: An Elementary Introduction to Quantum Gravity and Spinfoam Theory. — Cambridge University Press, 2014.
- Rovelli C. Sette brevi lezioni di fisica. — Adelphi, 2014. Русский перевод: Ровелли К. Семь этюдов по физике. — М.: АСТ, 2017.
- Rovelli C. La realtà non è come ci appare: La struttura elementare delle cose. — Raffaello Cortina Editore, 2014. Русский перевод: Ровелли К. Нереальная реальность: путешествие по квантовой петле. — СПб.: Питер, 2020.
- Rovelli C. L'ordine del tempo. — Adelphi, 2017. Русский перевод: Ровелли К. Срок времени. — М.: АСТ, 2020.
- Rovelli C. Ci sono luoghi al mondo dove più che le regole è importante la gentilezza. — Corriere della Sera, 2018.
- Rovelli C. Helgoland. — Adelphi, 2020. Русский перевод: Ровелли К. Гельголанд: Красивая и странная квантовая физика. — М.: АСТ, 2024.
- Rovelli C. Relatività generale. Una semplice introduzione. Idee, struttura concettuale, buchi neri, onde gravitazionali, cosmologia e cenni di gravità quantistica. — Adelphi, 2021.
- Rovelli C. Buchi bianchi. Dentro l'orizzonte. — Adelphi, 2023. Русский перевод: Ровелли К. Гипотеза белых дыр: Об устройстве Вселенной, гравитации и теории относительности. — М.: Бомбора, 2025.

Основные научные статьи
- Rovelli C., Smolin L. Loop space representation of quantum general relativity // Nuclear Physics B. — 1990. — Vol. 331. — P. 80-152. — doi:10.1016/0550-3213(90)90019-A.
- Rovelli C., Smolin L. Discreteness of area and volume in quantum gravity // Nuclear Physics B. — 1995. — Vol. 442. — P. 593-619. — doi:10.1016/0550-3213(95)00150-Q. — arXiv:gr-qc/9411005.
- Rovelli C., Smolin L. Spin networks and quantum gravity // Physical Review D. — 1995. — Vol. 52. — P. 5743-5759. — doi:10.1103/PhysRevD.52.5743. — arXiv:gr-qc/9505006.
- Rovelli C. Black hole entropy from loop quantum gravity // Physical Review Letters. — 1996. — Vol. 16. — P. 3288-3291. — doi:10.1103/PhysRevLett.77.3288. — arXiv:gr-qc/9603063.
- Rovelli C. Relational quantum mechanics // International Journal of Theoretical Physics. — 1996. — Vol. 35. — P. 1637-1678. — doi:10.1007/BF02302261. — arXiv:quant-ph/9609002.
- Rovelli C. Loop quantum gravity // Living Reviews in Relativity. — 2008. — Vol. 11. — P. 1-69. — doi:10.12942/lrr-2008-5.